# Almhütte Mitter-Berglet

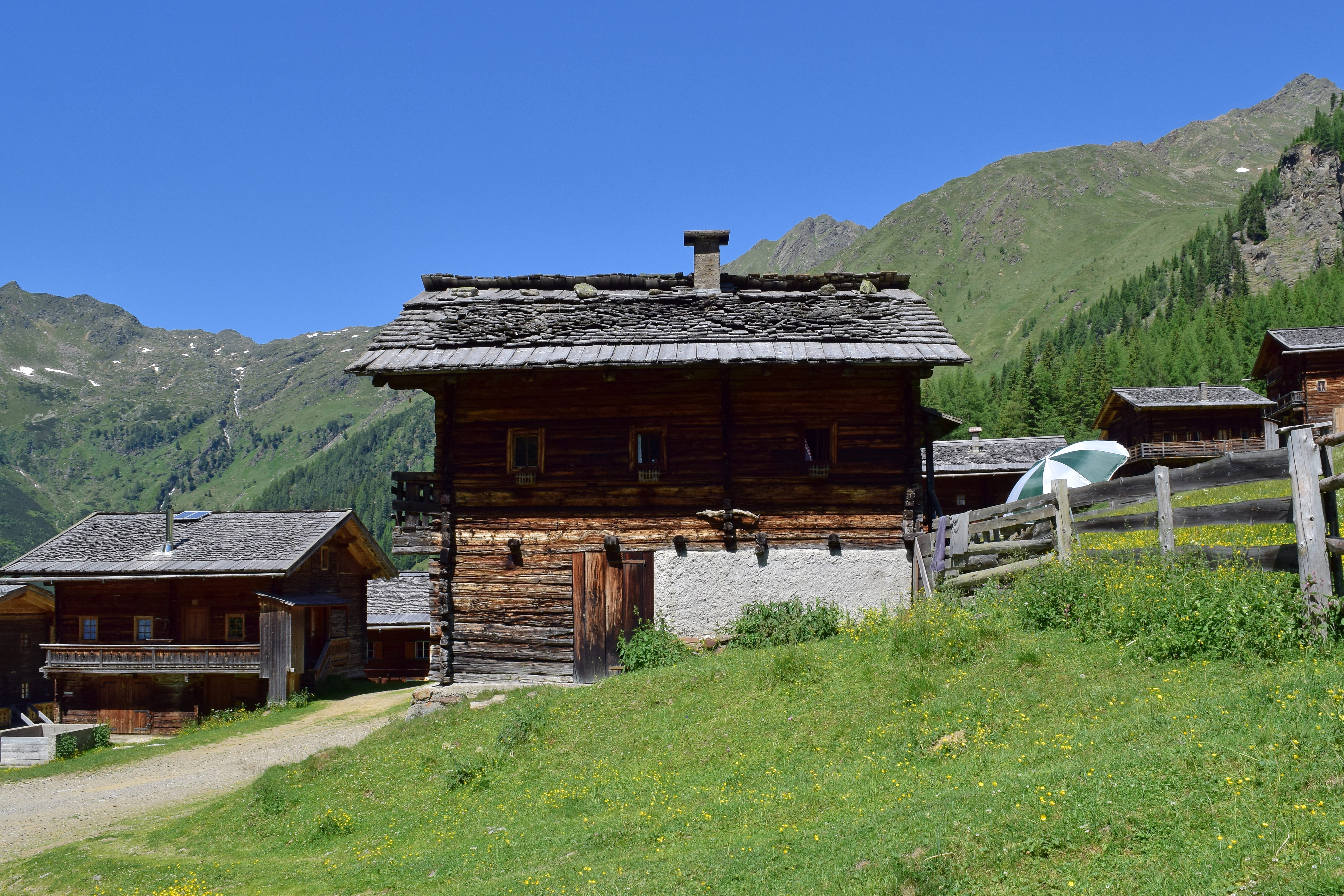
Ansicht von Osten

Die Almhütte Mitter-Berglet ist eine Almhütte auf der Oberstalleralm in der Gemeinde Innervillgraten im Bezirk Lienz im Bundesland Tirol. Das um 1800 errichtete Gebäude steht unter Denkmalschutz (Listeneintrag).

## Lage
Die Oberstalleralm (auch Oberstaller Alm) ist eine dorfartige Almsiedlung im hintersten Stallertal bzw. am Beginn des Arntals. Sie liegt in einer Höhe von 1864 m ü. A. südlich der Villgratner Berge mit der Weißen Spitze (2962 m) und Roten Spitze (2956 m). Die Siedlung besteht aus 16 Wohnstallhäusern und einer bis 1956 errichteten Schutzengelkapelle. Die Hütte ist als „Haus 14“ das östlichste Bauwerk der Siedlung und liegt auf Höhe der Kapelle.
Die Alm ist über einen Fahrweg durch das Stallertal von Innervillgraten über die Unterstalleralm erreichbar.

## Geschichte
Die ältesten bestehenden Gebäude können auf 1675 und 1717 datiert werden. Die Almhütte „vulgo Mitter-Berglet“ wurde um 1800 errichtet und erfuhr im 20. Jahrhundert (bis 1930) Umbauten. Im Jahr 1859 wurden kartografisch 19 Almgebäude dokumentiert, 16 Jahre später herrschte eine „rege Bautätigkeit“. Um 1919 verursachten Lawinen größere Schäden in der Siedlung, die bis 1930 behoben wurden. Drei jüngere Gebäude sind in Form und Konstruktion den denkmalgeschützten Gebäuden angepasst. Die Alpgebäude dienen nicht mehr der Landwirtschaft, sondern werden meist touristisch als Ferienwohnungen genutzt.

## Beschreibung
Das Wohnstallhaus ist, wie die anderen Gebäude, mit dem Dachfirst nach Süden orientiert. Es hat zwei Geschoße auf einem Bruchsteinfundament. Das Holzhaus ist in kombinierter Ständer- und Blockbauweise ausgeführt. Die Hangseite ist etwa zur Hälfte aus Bruchsteinen gemauert und verputzt. Die kleinen Fenster, eins an der Westseite, je drei nach Süden und Osten wurden in der Zeit um 1800 angelegt. Das Satteldach ist mit Schindeln und Brettern eingedeckt, wetterseitig ragen die Bretter über die der Ostseite. Einzelne Bretter sind mit Bruchsteinen beschwert. An der Südfassade ruht ein Balkon auf Blockkonsolen. Er hat ein einfaches Lattengeländer. Das Plumpsklo ist an der Nordwestecke des Hauses angebaut.